# Constantin Fahlberg

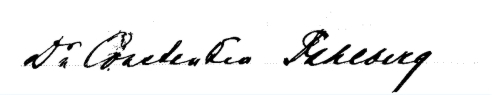

Constantin Fahlberg (ur. 22 grudnia 1850 w Tambowie; zm. 15 sierpnia 1910 w Nassau) – chemik. Podczas analizowania związków chemicznych smoły węglowej, które prowadził w ramach badań profesora Iry Remsena z Johns Hopkins University w latach 1877-78, odkrył słodką substancję - sulfimid o-benzoesowy, który następnie zarejestrował pod nazwą handlową sacharyna.